# 宋承铮
宋承铮（1937年5月—2013年8月22日），男，汉族，广西南宁人，中华人民共和国政治人物，曾任南宁市政协副主席，第七、八届全国政协委员。